# Tjurkult
Tjurkult är en betydande del i många jordbrukskulturers fruktbarhetskult. Tjuren, eller oftast enbart tjurhornen, betecknar det manliga, potensen, i kulturen, vilken uppträder redan hos sumererna i Mesopotamien cirka 3000 f.Kr.
Särskilt framträdande blir den sedermera i de neolitiska kulturerna på Anatoliens högland men även i den minoiska kretsen på Kreta omkring 1500 f.Kr.
Av nordiska hällristningar från bronsåldern framgår att tjurkulten haft betydelse även här kring 1000 f.Kr.